# Jang Seong-ho
Jang Seong-ho (hangul: 장성호; hanja: 張成鎬), född den 18 oktober 1977, är en sydkoreansk före detta basebollspelare som tog brons för Sydkorea vid olympiska sommarspelen 2000 i Sydney.